# Ensamma i rymden
Ensamma i rymden är en svensk långfilm från 2018 i regi av Ted Kjellsson, som även skrivit manus tillsammans med Henrik Ståhl. Filmen är baserad på Henrik Ståhls teaterpjäs Vial. Filmen är en fristående producerad familjefilm, inspelad främst som ett pionjärprojekt i Boden med omkrets.[källa behövs]
Filmen hade biopremiär i Sverige den 21 september 2018, utgiven av Nordisk Film.

## Handling
De unga syskonen Gladys och Keaton befinner sig efter en evakuering av Jorden ensamma på ett väldigt rymdskepp med destination mot den främmande, avlägsna planeten Vial och får efterhand sällskap av besökare som den vänlige utomjordingen Vojajer, vilket förändrar det mesta.

## Medverkande
- Ella Rae Rappaport – Gladys
- Dante Fleischanderl – Keaton
- Henrik Ståhl – Vojajer
- Madeleine Barwén Trollvik – sergeanten
- Håkan Bengtsson – cyklopen
- Aliette Opheim – Speedy
- Richard Sseruwagi – general Frank Harrison
- Henrik Ståhl – Otosan
- Ida Thelin – Gladys, 6 år (röst av Inga Avemo Hådell)
- Josefine Nilssen – Gladys, 9 år
- Charlie Forsberg – Keaton, 3 år
- Irene Gómez Alado – Keaton, bebis
- Johan Lindqvist – vakt
- Robert Follin – vakt
- Marika Eserstam Kjellsson – nyhetsuppläserska
- Ted Kjellsson – nyhetsuppläsare